# Ilkka Kuusisto
Ilkka Taneli Kuusisto, född 26 april 1933 i Helsingfors, död 20 februari 2025 i Helsingfors, var en finländsk kompositör, dirigent och organist. Han var far till violinisterna Jaakko och Pekka Kuusisto.
Kuusisto avlade 1954 kantor-organistexamen vid Sibelius-Akademin och musiklärarexamen 1958 samt studerade komposition för Aarre Merikanto och kompletterade sina studier i New York och Wien. Han verkade som kyrkomusiker 1953–1960 och 1963–1972 och som biträdande musikchef vid radion 1963–1965 samt som kapellmästare vid Helsingfors stadsteater 1964–1971; lektor vid Sibelius-Akademins skolmusikavdelning 1975–1984 och konstnärlig chef för Musik Fazer 1981–1984. Kuusisto var chef för Finlands nationalopera 1984–1992, därpå konsult till 1996. År 1984 mottog han Pro Finlandia-medaljen.
Kuusisto dirigerade åtskilliga körer, såsom EOL, Akateeminen Laulu, Laulu-Miehet, Chorus Sanctæ Ceciliæ och Radions symfonikör. Han var ordförande för Teosto 1990–1994. Som komponist har han ett mycket brett spektrum, från jazz och kabaré till teater- och filmmusik, från körsånger till operor, bland dem Muumi-ooppera (1974), Miehen kylkiluu (1978), Sota valosta (1981), Jääkäri Ståhl (1982), Fröken Julie (1994), lottaoperan Isänmaan tyttäret (1997), Matilda och Nikolai (2003) och Pula! (2004); vidare barnmusikaler såsom Pelle Svanslös (1993) samt baletterna Lumikuningatar (1979) och Robin Hood (1985).